# Zhuangzi Tests His Wife
Zhuangzi Tests His Wife er en Hongkong stumfilm fra 1913 af Li Beihai.

## Medvirkende
- Li Beihai som Zhuangzi
- Li Minwei
- Yan Shanshan